# Kasteel Morel de Westgaver (Destelbergen)

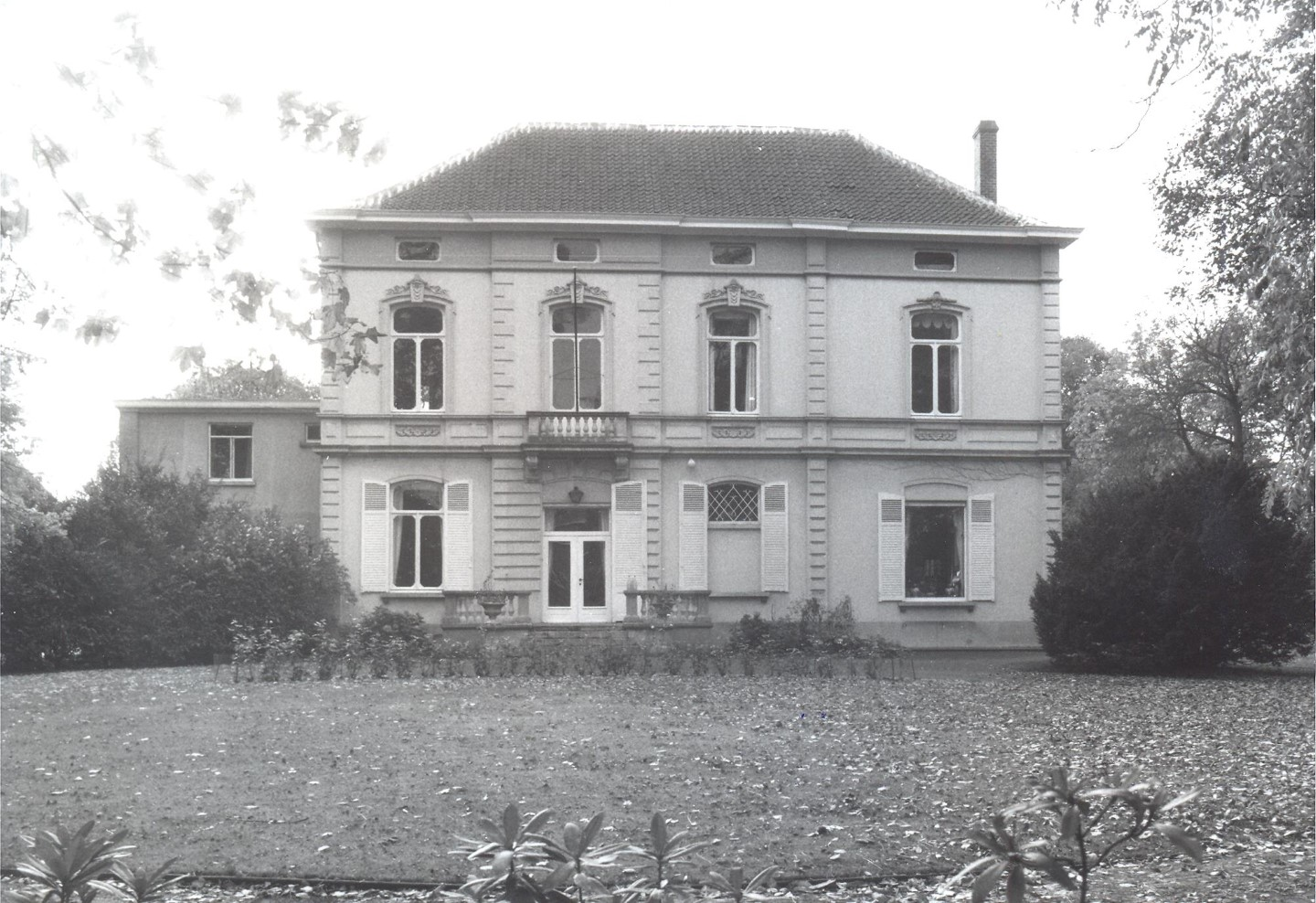
Kasteel Morel de Westgaver in 1980

Het Kasteel Morel de Westgaver is een kasteel in de Oost-Vlaamse plaats Destelbergen, gelegen aan de Dendermondesteenweg 504.
In het 3e kwart van de 19e eeuw werd hier in opdracht van de familie Coget een buitenhuis met tuinaanleg gebouwd. In het 4e kwart van de 19e eeuw werd het uitgebreid tot een neoclassicistisch landhuis. Eind 19e eeuw werd ook een dienstenvleugel aangebouwd die een koetshuis en stallen omvatte.